# 伊利運河
伊利運河（英語：Erie Canal）是一條位於美國纽约上州連接伊利湖與哈德遜河的運河，將五大湖與北大西洋水域連接起來，現在屬於紐約州運河系統。
伊利運河最初是在1699年被提出興建的提案，但是一直到1798年才由尼亞加拉運河公司開始準備興建。運河的第一段在1819年完工，整段運河則在1825年10月26日開放通行。伊利運河的全長為584（363英里），整條運河的為12（39英尺）寬、1.2（3英尺11英寸）深。整條運河總共有83個水閘，每個水閘为27乘4.5（89乘15英尺），最高可以行駛排水量68公噸（75短噸）的平底駁船。伊利運河是第一條提供美國東海岸與西部內陸的快速運輸工具，這比當時最常用的以動物拉動的拖車還快許多。伊利運河不只加快運輸的速度，也將沿岸地區與內陸地區的運輸成本減少了95%。快捷的運河交通使得紐約州西部更便於到達，因此也造成中西部的人口快速成長。

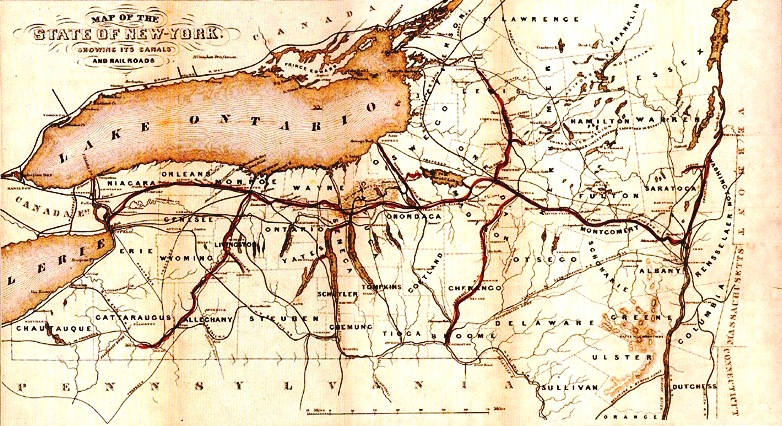
1853伊利運河的地圖。

## 歷史

### 背景
在1761年完工，位於英格蘭曼徹斯特的布里吉瓦特運河後的成功，在十八世紀末為英格蘭帶來一陣興建運河的熱潮。因為運河提供了容易控制的行船環境，不僅讓運輸貨物更加安全，也加快運輸速度。
美國在對西部開始拓展之後得到了許多新的領地，而這些西部新領地急需一種能夠快速的載運大量貨物的交通工具以連接東岸的大城市。當時已有許多私人修築的收費公路連通哈德遜河谷與紐約州西部，然而這些道路並不能提供高品質與高效率的運輸，而且使用者還必須付高額的過路費；例如在1814年時，使用陸運運送一桶麵粉至130英里遠的距離需要兩塊錢，但是經由水路運送同樣的東西至160英里遠的地方只需要花25分錢。
最初的提議是卡瓦拉德·寇登在1724年時提出使用莫華克河為主，建造一條連接紐約上州眾多河流湖泊的運河以通往紐約州西部。寇登的提議主要是為了突破當時法國人對北美洲中西部內陸皮毛交易的壟斷。由於法國人握有路易斯安那，間接的也擁有了對密西西比河的控制，而密西西比河則是在當時對中西部五大湖的唯一出入水道。如果美國不能開拓一條對內陸的交通路線，那麼中西部獲益豐厚的皮毛交易生意便會由法國永遠的掌控。但是後來與印第安人部落的戰爭讓寇登的提議被擱置一旁。
除了伊利運河之外，還有其他嘗試通往西部的嘗試。喬治華盛頓在1785年開始對波多馬克河建造了一系列的改建，以將之改建成為可以使用的河流，後來更花費了大量的人力物力建造了帕托馬克運河，但是該運河在經過15年的興建後卻從來都沒有開通過。
在1784年時克里斯多福·寇斯憑著他對布里吉瓦特運河的知識以及在評估了莫華克河谷之後，對紐約州議會提出了興建一條連接奧本尼與安大略湖之間大小河流湖泊的運河，雖然這個提議有受到眾人的矚目並有人支持推行，但是最後卻還是沒有實行。
除了寇斯之外，艾爾卡納·華森也是早期推動使用莫華克河谷興建運河的支持者，他認為美國不能追隨「先有城鎮，再建運河」的歐洲模式思考，而必須發揮「先建運河，再發展城鎮」的美國模式思考，因為運河能夠將「廣大的荒野如魔法般地瞬間轉變成豐渥土地。」他的努力最後促成西方內陸領航公司（Western Inland Lock Navigation Company）的成立，這間公司是第一個對莫華克河的河道領航進行改進的團體，但是由於此計劃的龐大財政壓力，以及其他交通工具的競爭，西方內陸領航公司最後被迫退出建造橫跨紐約州運河的舞台。
由於私人團體受於經費的限制，只能夠對現有的河流湖泊進行改進，但是在這些私人團體因為技術上的困難與無法負擔興建連接各河流湖泊的水道的成本而紛紛失敗之後，最後一個能夠負擔興建運河的單位只剩下紐約州政府與聯邦政府。

### 計畫
在眾多提出興建運河的人中，唯一一位有對伊利運河的建造產生推力的人是傑西·華利。1805年時對運河一無所知的華利計畫在當時還空無人居的紐約上州地區種植穀物，並以一種便捷的交通工具將收成運至東岸的市場販賣，但是他在嘗試各種交通工具時因為資金問題而破產。當他躲避債權人時，他想到建造運河的點子，並開始在腦中計畫著興建一條經由莫華克河谷的運河。華利的計畫得到了大眾以及政府的注意，而這個計畫得到當地地產商喬瑟夫·艾利卡特的大力支持，因為艾利卡特知道一條運河的開通將會提高他所出售的土地的價值。在1808年時紐約州府最初計畫了兩條路線，一條是經由雪城附近的歐奈達湖通往安大略湖，另一條路線則為經過羅徹斯特附近的傑納西河通往水牛城連接伊利湖。但是由於安大略湖的路線會面臨法國控制的聖勞倫斯河的競爭（流經現今的加拿大魁北克省），並且在戰時會受到英國的威脅，而伊利湖路線不僅沒有競爭與戰爭威脅，亦可以增加紐約州西部土地的價值並增加人口，而在兩條路線的建造成本大約相同的條件之下，最後決定選擇伊利湖路線。
大眾對興建運河的態度轉變並非單純的由幾個人所能影響的，由默默不聞變為支持的態度主要是受到開拓西部以及聯邦政府交通運輸政策的影響。紐約州在最初在十八世紀中前在向西部開拓時一直受到阻擾，因為莫華克河谷居住著美洲大陸最強大的一支印第安部落—易洛魁族。紐約州人口自1749年的73,448人爆發成長到1810年的959,049人，而紐約人口主要聚集地為紐約市到奧本尼的哈德遜河谷，來自人口成長的壓力帶動了對新土地的需求，配合著突破莫華克河谷印第安人的阻擾，加上法國勢力的衰退以及莫華克河谷豐渥的土地與自新英格蘭源源不絕而來的移民，造成了人口向紐約州西部移動的動力。隨著人口的移入，紐約州安大略湖南岸的人口也在十八世紀時快速增加，到了十九世紀時，紐約州西部的大型人口聚集地的增加更加強了對與伊利湖連接的路線的需要。因為這些因素，地方人士開始支持興建運河的計畫。聯邦政府在1807年開始大力提供美國國內的各項建設經費。這是因為經過幾十年的和平，美國國庫充裕，而當時的美國總統托马斯·杰斐逊決定用這筆錢來改善國內教育與各項建設。雖然這筆錢最後因為1812年戰爭的爆發而從未撥給紐約州府，但是在提出之後還是為運河的計劃投下甚大的推力。不過伊利運河本身亦提供了非常大的誘因；其位處於美國兩大需要交通運輸的經濟區域之間，而且運河路線上的大小城鎮亦有大量的經濟需求。
莫華克河是哈德遜河上流的一條支流，流經過冰河時期時冰川所遺留下來的河道，穿越阿帕拉契山脈的北部，將紐約州分為卡茨基尔地区與阿迪朗达克地区。莫華克河谷是在阿拉巴馬州以北唯一一條穿越阿帕拉契山脈的河流，並且幾乎自當時為河運重道的哈德遜河西面分出直直的對向安大略湖與伊利湖。從莫華克河以西便可以經過許多在紐約州西部內陸剛成立的城鎮。

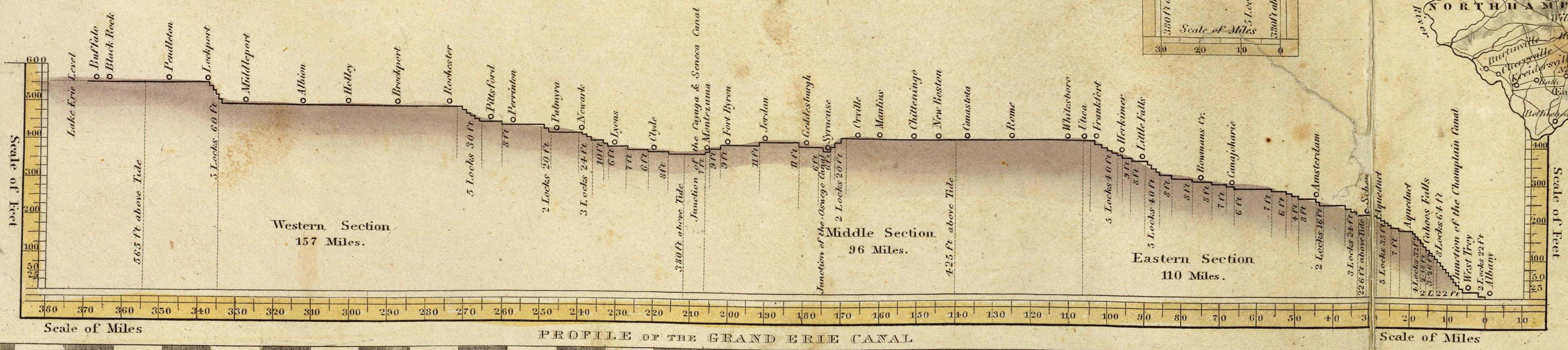
伊利運河的最初設計

運河的建造面對了一個巨大的困難。從奧本尼的哈德遜河到伊利湖之間伊利運河必須向上爬升183（600英尺），而如果要克服這個海拔高度的困難便必須在580（360英里）長的運河上設置50個水閘，就算在現在這也是需要巨額經費的工程，而在十九世紀中這個工程只能夠以無法想像來形容。當時的美國總統托马斯·杰斐逊曾稱此計劃為「差點是瘋狂」的計畫，他認為伊利運河的計畫非常的不切實際且不可行，所以便拒絕提供支持。然而華利後來成功的得到紐約州長狄維特·克林頓的支持，雖然許多人因為不認同建造運河可以為紐約州帶來利益，所以反對者便處處阻擾運河興建法案的批准，並將伊利運河的計畫稱為「狄維特的愚蠢計畫」或是「狄維特的小水溝」等謔稱，但是克林頓在1816年4月17日時成功的得到紐約州議會對伊利運河計畫案的支持與興建經費的批准。
伊利運河的設計為計畫挖掘12（40英尺）寬、1.2（4英尺）深的水道，並將挖出的泥土堆積在運河河岸下坡地，以規劃為運河邊步道。在設計中1.07（3.5英尺）寬之內的駁船將會由行走於河邊步道的馬來拉行，並在定點替換馬匹。運河的河壁設計為以石塊覆蓋，而底部則以黏土覆蓋。這個龐大的石塊建築物需要引進上百個德裔石磚匠，他們後來在運河完工後也興建了紐約市許多的著名大樓。

### 興建

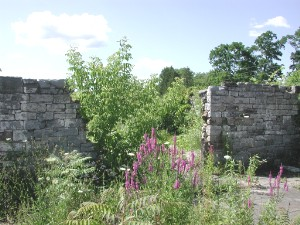
位於紐約州多漢維爾的伊利運河水閘的石塊建物，後來因為路線改變而廢棄未使用。

興建工程在1817年7月4日於紐約州羅馬動土施工開始，但興建委員會心中很清楚這只是困難的開始。伊利運河的興建是由一個五人所組成的興建委員會所控制，最初的委員們分別為狄懷特·克林頓、史蒂芬·范·壬色列、約瑟夫·艾利卡特、麥隆·霍利、以及山姆·楊等人。
由於美國當時並沒有合格的土木工程師，所有的設計及監工都是由無經驗的人來擔任。運河的路線是由詹姆斯·歌德斯與班杰明·萊特所決定，但是這兩位都是法官並不是工程師，他們對土地測量的唯一經驗是來自於裁判土地界線糾紛時所做的測量，而歌德斯更對使用測量儀器只有幾個小時的練習。不過後來陸續有許多人才前來幫忙；一名27歲的業餘工程師凱維斯·懷特說服了紐約州長克林頓讓他自費前往英國去學習運河系統，後來在1818年製成可以在水下固化的水泥；尼森·羅伯茲（Nathan S. Roberts）——一名數學老師與土地投資者——也加入興建工程的行列；約翰·B·哲畢斯在加入當時只是一名二十二歲的無知年輕人，在八年之後，他成為德拉瓦與哈德遜運河的總工程師，並設計紐約市的引水道，後來更成為鐵路工程師。這幫烏合之眾還是成功的「跨越洛克港市附近的尼亞加拉陡坡、蜿蜒的跨過艾洛德闊伊特溪、建造了引水道以連接傑納西河、以及在小瀑布鎮與史內克特地市之間的堅石挖出一條河道；而所有的興建工程的進行都與計劃相差無幾」。

#### 中段運河
兩年之後位於羅馬與由提卡之間長24（15英里）的第一段運河在1819年開通。然而若持續依照這個速度建造，整條運河還是需要30多年才可以完工。這個困難的主要原因是為了建造運河而必須砍伐數百英里的荒野森林以及移除挖掘出來的土方，這些工程所花的時間大大的超過預計的時間表。不過後來還是找到能夠快速伐樹整地的方法，三人一組一年便可以建造一英里長的運河，但是人工的缺乏便成為了新的問題。
位於由提卡與雪城之間151（94英里）長的中段運河在1820年完工並開放通行，這段運河受到大家的歡迎，也被大量的使用。這段運河的開通代表了紐約州的交通進入了運河時代，並提供了一種新的運輸方式，而運河將會成為新一種社會的中心。中段運河的完工，帶來了希望，但是最為重要的西段運河卻遲遲尚未開始。

#### 西段運河
中段運河的經費案早在1817年便已被紐約州議會通過，但是其他運河段的經費案是在柯林頓州長大力鼓吹之下，才得以在1819年4月獲得州議會的核准通過。在經費通過後了之後的下一個問題是：到底該先建造哪一段運河，東段或是西段呢？大量的貨物堆積在中段運河的東端點由提卡市，在來不及被運往奧本尼之前就因放置過久而腐壞；西段運河的完工將會成功的把通往西部的商業運輸中心自蒙特婁轉移至紐約州。儘管以上的問題在運河開通後都可以迎刃而解，但是紐約州內部的政黨之爭造成了興建的延後。以來自紐約市為主的州議員反對克林頓想要先建造西段運河的提議，因為他們認為西段運河對紐約州南部的城鎮沒有實質助益，甚至通過法案限制運河所通過之土地收到的稅金必須先挹注於東段運河的興建。然而因為大眾對於伊利運河的支持，州議會最後在1821年通過了對運河興建非常重要的預算案，並開始了對西段運河的建造。

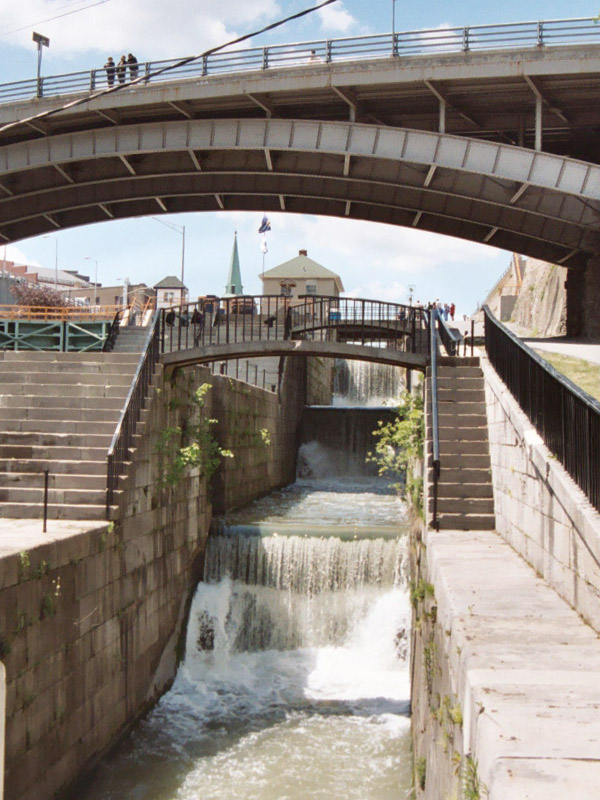
原本的五層水閘用以跨越位於洛克港附近的尼亞加拉陡坡，閘門現在已被拆除，並作為洩水道。在這個洩水道的左邊（不在圖內）有一座現代的12 m寬的單層水閘，取代過去一樣的五層水閘。

西段運河自雪城附近的歐內達湖開始，一路沿著瑟內佳河西行，在蒙帝柱馬沼澤與瑟內佳河分開前往羅徹斯特。羅徹斯特以東的路線並沒有太多的困難，伊洛德闊伊特溪到羅徹斯特之間的路線輕易的在1822年美國獨立日兩天前完成。1822年10月，從羅徹斯特到利特佛斯市之間290（180英里）長的伊利運河開通，代表著開始將紐約州西部正式的與哈德遜河谷連接起來。但是在羅徹斯特附近與以西的路線上，運河工程師必須要跨越三個困難的地點：跨越艾洛德闊伊特溪谷的深淵；渡過傑納西河；鑿穿洛克港附近的山瘠。運河工程師为了跨越高深的艾洛德闊伊特溪谷提出了非常壯觀的設計，他們最初拋棄了填土築堤的方法而提出高架水道的方法。這個木製高架水道高18.3（60英尺），長400（0.25英里）。但是後來因為太過於危險而放棄高架水道，而最後他們決定建造一個75（246英尺）高的水堤，並在提底以引水道引流艾洛德闊伊特溪溪水。這座水堤在耗資八萬三千元之後於1823年9月完工，伊利運河亦順利的跨越傑納西河。傑納西河以西地路線必須經過一道山瘠，工人必須要自平地挖出一條寬8公尺（27英呎）並最深處達9公尺（30英呎）的水道，除此之外伊利運河必須爬升海拔20公尺（66英呎）並經過五個水閘，並在1825年6月完工；而除了運河開通之外，這項工程亦造就了洛克港市的發展。
洛克港以西的路線亦在1824年完工，到此伊利運河會合於尼亞拉瓜河。

#### 東段運河
位於羅徹斯特與奧本尼之間長402（250英里）的東段運河也在1823年9月10日落成，而位於瓦特弗李特與尚普蘭湖之間103（64英里）長的南北向運河也在同一天宣布啟用。甚至在運河開通之前的1824年，已經有人出版「旅行與觀光者的紐約州運河沿線內陸商業的導覽手冊」；這有可能是美國的第一本發行的導覽手冊。